# Brighton Belle

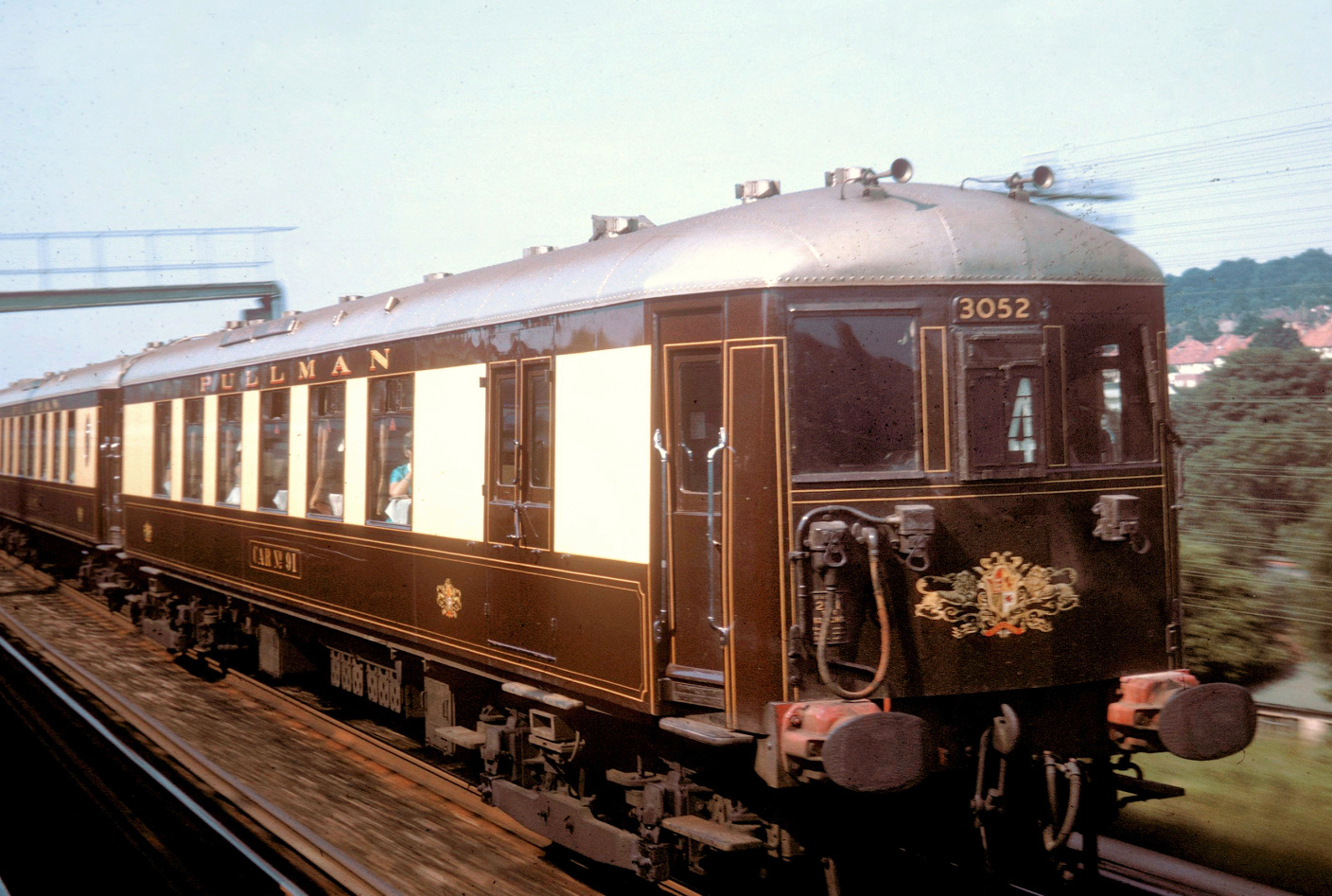
Der Brighton Belle 1964 bei Purley Oaks

Der Pullmanzug Brighton Belle verkehrte von 1933 bis 1972 zwischen London und Brighton. Es war weltweit der einzige Pullmanzug, der mit speziell dafür beschafften, besonders komfortabel ausgestatteten Elektrotriebwagen betrieben wurde. Die Zugverbindung hatte mehrere Vorläufer. Ab 1875 wurden in die Züge zwischen London und Brighton erste Pullmanwagen eingestellt. Der erste ausschließlich aus Pullmanwagen bestehende Zug zwischen beiden Städten fuhr 1881. Ab 1908 wurde die Verbindung als Southern Belle bezeichnet.

## Geschichte

### Vorgeschichte
Brighton war, seitdem der spätere König George IV. ab Ende des 18. Jahrhunderts dort die Sommersaison verbrachte und den Royal Pavilion hatte errichten lassen, ein beliebtes Seebad für wohlhabende Londoner geworden. Seit 1841 bestand eine Eisenbahnverbindung zwischen beiden Städten. Die London, Brighton and South Coast Railway (LB&SCR) als Betreiber der Brighton Main Line erkannte bald einen zunehmenden Bedarf nach besonders komfortablen Zügen. Vor allem wohlhabende Geschäftsleute begannen früh mit dem Erwerb von Wohnsitzen an der Küste und pendelten zwischen Brighton und ihren Büros in London. Ab 1875 stellte die LB&SCR für diese Kunden Pullmanwagen des britischen Ablegers der Pullman Palace Car Company in ihre Züge ein.
Ab Dezember 1881 bot die LB&SCR mit dem Brighton Pullman Limited zwei komplett aus Pullmanwagen bestehende Expresszugpaare pro Tag zwischen London Victoria Station und dem Bahnhof Brighton ohne Zwischenhalt mit einer Reisezeit des schnellsten Zugs von 75 Minuten an, allerdings die ersten Jahre nicht an Sonntagen. Sonntägliche Vergnügungsfahrten wurden im Viktorianischen Zeitalter vielfach als verwerflich angesehen, einen ersten Versuch musste die LB&SCR daher 1881 nach wenigen Wochen beenden. Die Zuggarnitur des Brighton Pullman Limited erhielt als einer der ersten Züge weltweit von Beginn an eine elektrische Innenbeleuchtung. Ab 1894 schafften die Züge eine Reisezeit von etwas über einer Stunde. Erst ab 1898 fuhren die Pullmanzüge auch sonntags.
Der Spitzenzug der LB&SCR auf der Strecke war schließlich der 1908 eingeführte Pullmanzug Southern Belle. Davison Dalziel, der 1906 die britische Pullmangesellschaft von der amerikanischen Muttergesellschaft erworben hatte, verfolgte die Strategie, mit dem Erfolg der Pullmanzüge bei der LB&SCR Anreize für die Einführung von Pullmanzügen und -wagen bei anderen Eisenbahngesellschaften zu setzen. Den mit neuen, sechsachsigen Pullmanwagen ausgestatteten und zweimal täglich pro Richtung verkehrenden Zug bewarb die Gesellschaft als „the most luxurious train in the world“. Er war exklusiv mit der 1. Wagenklasse ausgestattet. Die Pullmanwagen erhielten zudem eine neue, an die schokoladebraun gestrichenen Lokomotiven der LB&SCR angepasste Farbgebung in schokoladenbraun-elfenbein. Der Erfolg des Zuges führte dazu, dass diese Farbgebung für alle seitdem beschafften britischen Pullmanwagen beibehalten wurde. Als Lokomotiven setzte die LB&SCR ihre neuesten Atlantics der Klassen H1 und H2 ein.
Der Erste Weltkrieg unterbrach zunächst nicht den Betrieb der Pullmanzüge, aber ab 1915 bekam der Southern Belle auch Pullmanwagen der 3. Klasse. Zwei Jahre später musste die LB&SCR den Zug zum 1. Januar 1917 einstellen. Nach Kriegsende wurde der Betrieb 1919 wieder aufgenommen. 1923 ging die LB&SCR infolge des Railways Act 1921 in der Southern Railway (SR) auf, die die Pullmanzüge gemeinsam mit der inzwischen in britischem Besitz befindlichen Pullman Car Company weiter betrieb. Die Reisezeit war inzwischen dank stärkerer Lokomotiven auf eine Stunde gesunken. Im Unterschied zu viktorianischen Zeiten verkehrten inzwischen an Sonntagen drei Zugpaare, an Wochentagen nur zwei.
Die Southern Railway und ihre Vorgängergesellschaften hatten in den Jahren seit Beginn des 20. Jahrhunderts immer mehr Fahrgäste an Straßenbahnen und Omnibusse in den Londoner Vororten verloren. Die Fahrgäste zogen diese sauberen Verkehrsmittel der durch den Ruß der Dampflokomotiven geprägten Eisenbahn vor. Sir Herbert Walker, der General Manager der Southern Railway, beschloss, das verlorene Terrain zurückzuerobern. Mittel dazu waren die weitere Elektrifizierung des umfangreichen Londoner Vorortnetzes der SR sowie der Hauptstrecken zwischen London und dem Kanal sowie ein deutlich komfortablerer Fahrzeugpark. Die SR entschied sich für das Stromschienensystem mit 750 Volt Gleichstrom, das von einer ihrer Vorgängergesellschaften, der London and South Western Railway, eingeführt worden war. Einige bereits von der LB&SCR mit Oberleitung und Wechselstrom elektrifizierte Strecken wurden auf Stromschiene umgestellt, darunter auch ein Teilabschnitt der Strecke nach Brighton. Finanziert wurde der Ausbau durch die Abschaffung einer Steuer auf Fahrscheine für die erste Klasse unter Beibehaltung der bisherigen Preise. Der damalige Schatzkanzler Winston Churchill hatte dies unter der Maßgabe veranlasst, dass die Eisenbahngesellschaften die zusätzlichen Einkünfte investiv zur Schaffung zusätzlicher Arbeitsplätze einsetzten. 1932 wurde der Restabschnitt bis Brighton elektrifiziert und am 1. Januar 1933 der elektrische Betrieb aufgenommen. Für die gut nachgefragten Pullmanzüge zwischen London und Brighton beschaffte die Pullmangesellschaft drei Garnituren neuer spezieller Elektrotriebwagen mit besonders luxuriöser Innenausstattung. Daneben erhielten auch die übrigen, aus sechs Wagen bestehenden Triebwageneinheiten für die neu im Stundentakt angebotenen Expresszüge zwischen Brighton und London je einen Pullmanwagen. Wie bereits die seit 1908 eingesetzten Pullmanwagen erhielten die Fahrzeuge die für die britischen Pullmanwagen typische Farbgebung in schokoladenbraun-elfenbein.

### Einführung des Brighton Belle
Ab 1. Januar 1933 verkehrten die neuen Pullman-Triebwagen zwischen Brighton und London. Mit den beschafften drei Garnituren wurden drei Zugpaare täglich angeboten, die in den Stundentakt der Expresszüge eingeordnet wurden. Ab London Victoria verkehrten die Züge um 11, 16 und 19 Uhr, in der Gegenrichtung ab Brighton um 13:25, 15:25 und 21:25 Uhr. Ihre fahrplanmäßige Reisezeit wurde auf sechzig Minuten festgelegt. Dies war zwar kaum ein Fortschritt gegenüber dem Dampfbetrieb und schnellere Fahrtzeiten wären technisch problemlos erreichbar gewesen, die SR verzichtete jedoch darauf, um den Betrieb auf der Strecke mit ihrer sehr hohen Zugdichte stabil zu gestalten. Wie auch die übrigen Züge auf der neu elektrifizierten Strecke nach Brighton wurden die Pullmanzüge ein schneller Erfolg und die Fahrgeldeinnahmen stiegen bereits im ersten Jahr um 19 %.
Nach der Einführung des Bournemouth Belle, eines weiteren Pullmanzugs an die englische Südküste, benannte die Southern die Pullmanverbindung nach Brighton ab dem 29. Juni 1934 in Brighton Belle um, um Verwechslungen zu vermeiden. Bei Beginn des Zweiten Weltkriegs wurden die Züge kurzzeitig eingestellt, aber ab 1. Januar 1940 wieder betrieben. Eine der drei Zuggarnituren wurde am 9. Oktober 1940 bei einem nächtlichen Luftangriff auf London im Bahnhof Victoria schwer beschädigt. Die übrigen zwei Garnituren bedienten bis zum 22. Mai 1942 weiter die Brighton-Belle-Zugpaare. Alle drei Garnituren wurden dann geschützt im Bahnhof Crystal Palace (High Level) abgestellt.

### Entwicklung nach dem Zweiten Weltkrieg

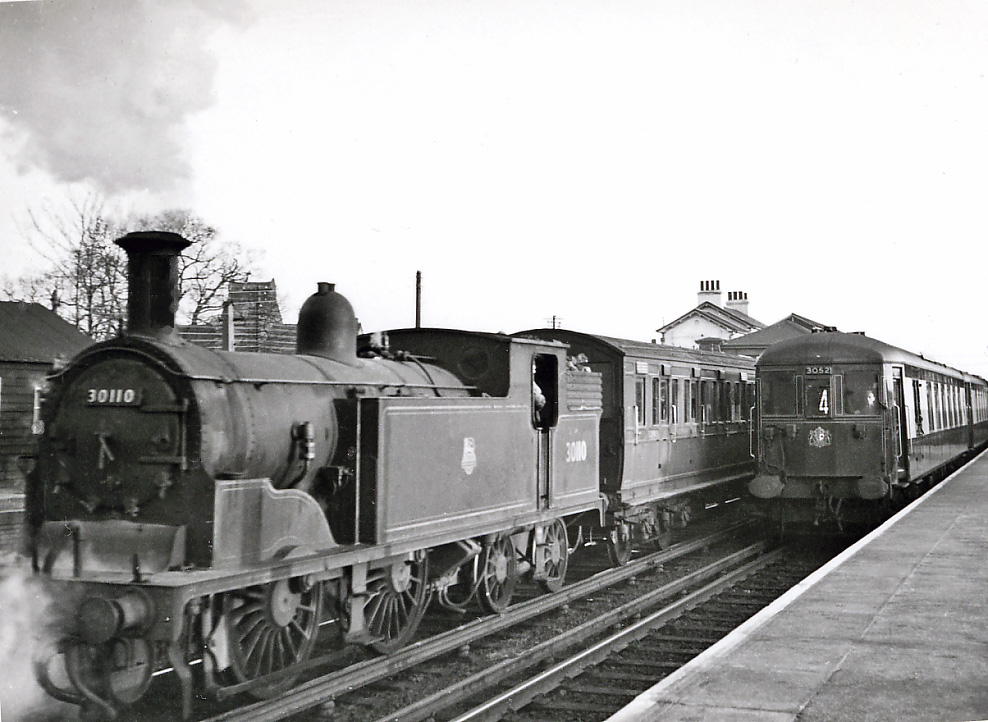
Der Brighton Belle überholt 1958 auf dem Weg nach London im Bahnhof Three Bridges einen mit einer Tenderlokomotive der LSWR-Klasse M7 bespannten Vorortzug

Ab dem 7. Oktober 1946 verkehrte der Brighton Belle wieder zwischen London Victoria und Brighton, zunächst als auf sechs Wagen verstärkte einzelne Triebwageneinheit. Die beschädigte Zuggarnitur verstärkte nach ihrer Reparatur ab 1947 wieder den Einsatzbestand. Die Verstaatlichung der vier großen britischen Eisenbahngesellschaften aufgrund des Transport Act 1947 und die Gründung von British Railways blieben ohne Auswirkungen auf den täglichen Betrieb. Angeboten wurden drei Fahrtenpaare an Werktagen und zwei Fahrtenpaare an Sonntagen, später auch an Sonntagen drei Zugpaare. Verbunden mit einer Umstationierung der Züge nach Brighton wurde ab 1963 ein viertes Zugpaar eingelegt, bestehend aus einer Frühfahrt von Brighton nach London und einem spätabends fahrenden Gegenzug. Dieser wurde gern von Theaterbesuchern in London frequentiert. Zu den regelmäßigen Kunden gehörten auch in Brighton und Umgebung wohnende Prominenz wie etwa Flora Robson und Laurence Olivier. Für Laurence Olivier erhielt der Zug bei einer Fahrt 1970 sogar Verspätung, um vor der Abfahrt in der Küche den Vorrat der von ihm bevorzugten Kippers (geräucherter Hering) aufzustocken. Von 1963 bis 1972 wurde folgender Fahrplan angeboten:
| Brighton        | ab | 9:25  | 13:25 | 17:25 | 20:25 |
| London Victoria | an | 10:25 | 14:25 | 18:25 | 21:25 |
| London Victoria | ab | 11:00 | 15:00 | 19:00 | 23:00 |
| Brighton        | an | 12:00 | 16:00 | 20:00 | 24:00 |

Weiterhin fuhren die Züge in der Regel ohne Zwischenhalt, lediglich der letzte Zug abends ab London Victoria hielt zusätzlich in Haywards Heath.
Die nach niederländischem Vorbild konstruierten, aber für die Strecken der Southern nicht geeigneten Drehgestelle führten zu einer schlechten Laufqualität, damit verbunden gab es Schäden am Oberbau und massive Fahrgastbeschwerden. British Railways stattete die Zuggarnituren daher 1955 mit neuen Drehgestellen aus, die allerdings nur geringfügig bessere Laufeigenschaften besaßen. Regelmäßige Fahrgäste vermieden daher die Bestellung von Suppe. 1969 verloren die Triebwagen ihre Pullman-Farbgebung und erhielten die zu dieser Zeit unternehmensweit eingeführten neuen Farben von British Rail in blau-hellgrau. Das Alter der Fahrzeuge führte schließlich 1972 zur Einstellung des Brighton Belle. Trotz erheblicher öffentlicher Proteste fuhren die letzten Zugpaare am 30. April 1972 zwischen London Victoria und Brighton.

## Fahrzeuge

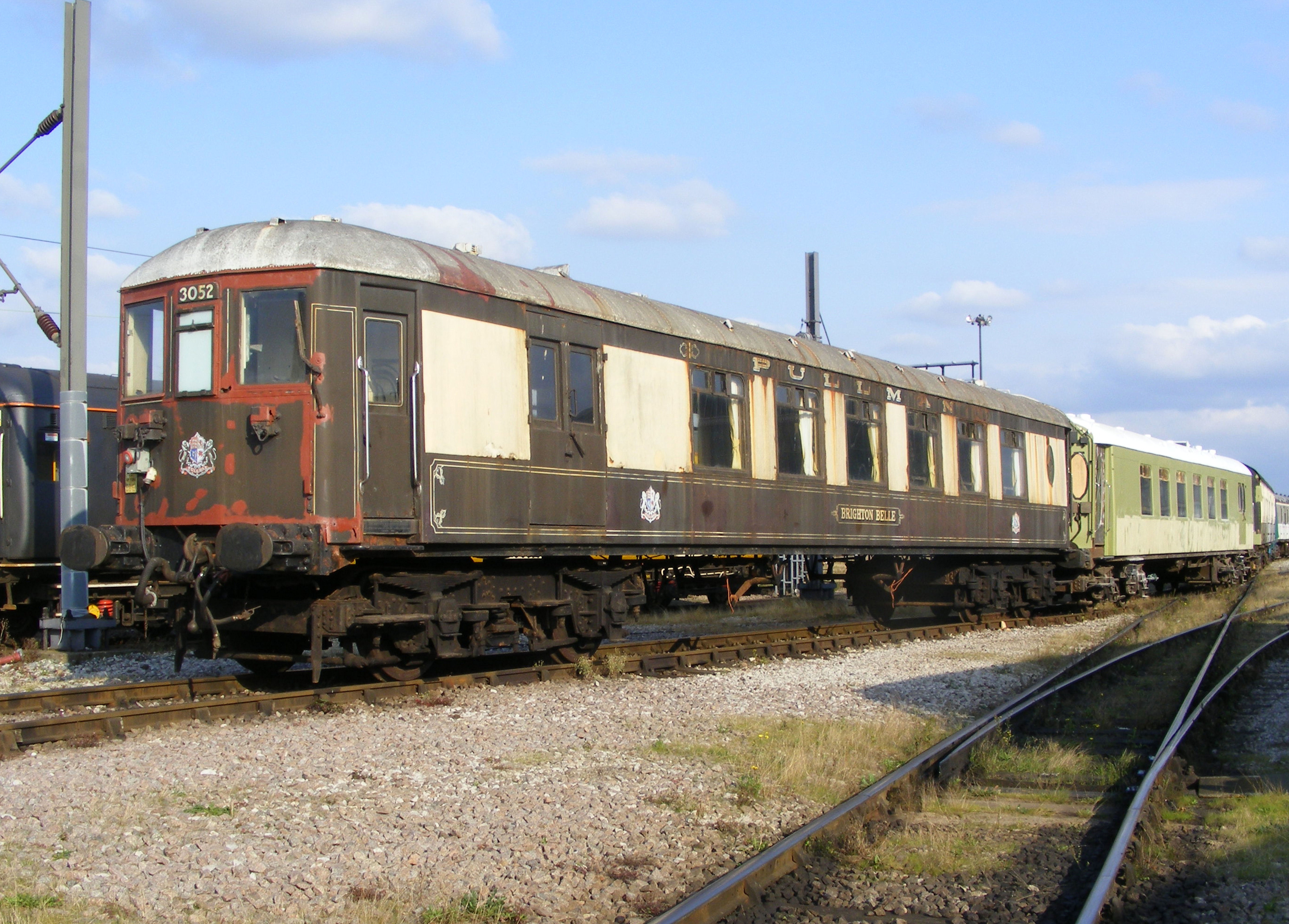
Zwei Wagen der späteren BR-Klasse 403 vor ihrer Restaurierung ab 2009

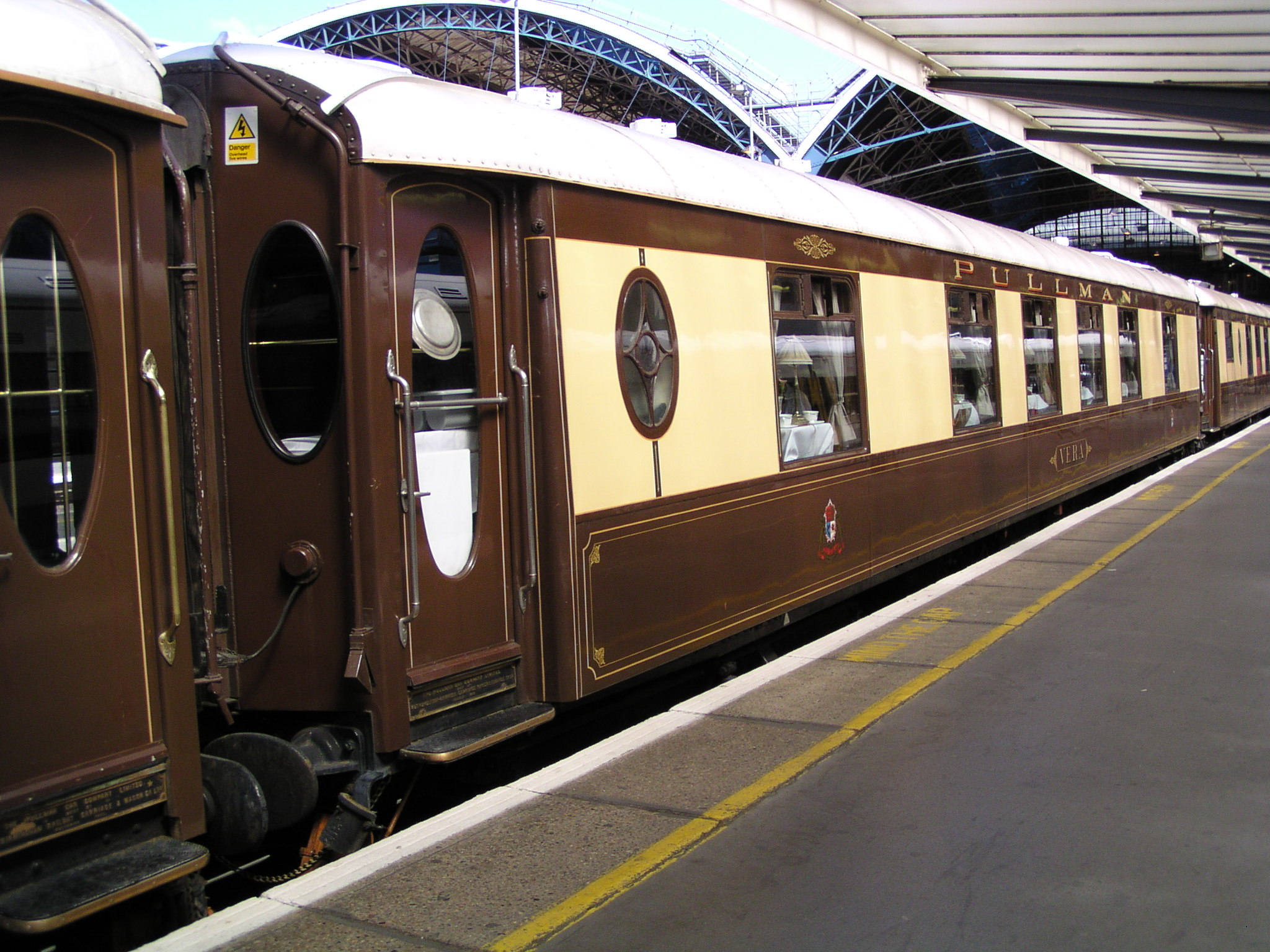
Der Zwischenwagen Vera im Einsatz für den VSOE-Betreiber Belmond

Für den Brighton Belle beschaffte die Pullmangesellschaft 1932 bei Metropolitan Cammell drei spezielle Zuggarnituren, die bei der SR als SR-Klasse 5-BEL mit den Nummern 2051–2053 (ab 1937 3051–3053) eingeordnet wurden. Die elektrische Ausrüstung der Triebwagen kam von English Electric, erstmals wurden Pullmanfahrzeuge als Ganzstahlwagen ohne hölzerne Wagenkästen ausgeführt. Die Zuggarnituren bestanden jeweils aus fünf Wagen, davon zwei Triebwagen mit je einem Führerstand und drei antriebslose Zwischenwagen. Beide Triebwagen und einer der Zwischenwagen waren für die 3. Klasse ausgelegt, in den Triebwagen mit 48 und im Zwischenwagen mit 56 Plätzen. Die beiden anderen Zwischenwagen besaßen je 20 Plätze der 1. Klasse sowie eine Küche. Damit konnte der für europäische Pullmanzüge typische Am-Platz-Service im gesamten Zug angeboten werden. An jedem Platz befand sich dafür ein Klingelknopf, mit dem die Fahrgäste die Attendants rufen konnten. Das Angebot der Küche richtete sich nach den Tageszeiten und bot mittags und abends mehrgängige Menüs an, in den Frühzügen ab 1963 auch „full breakfast“. Insgesamt boten die Garnituren 40 Plätze in der ersten und 152 Plätze in der dritten Klasse (ab 1956 nach der europaweiten Klassenreform als zweite Klasse bezeichnet). Während Pullmanwagen dritter Klasse lediglich Nummern erhielten, bekamen die 1.-Klasse-Wagen bei der britischen Pullmangesellschaft traditionell zusätzlich Namen. Auch die Wagen für den Brighton Belle machten hier keine Ausnahme, die insgesamt sechs Zwischenwagen für die 1. Klasse bekamen die Namen Hazel, Audrey, Gwen, Doris, Vera und Mona. Baulich sind die Zwischenwagen abgesehen von den erforderlichen Steuerleitungen weitgehend den übrigen, in lokbespannten Zügen eingesetzten Pullmanwagen vergleichbar. Alle Fahrzeuge erhielten jeweils eine individuell gestaltete Einrichtung im Art-déco-Stil mit Holzvertäfelungen und Intarsienarbeiten aus Edelholz. In der ersten Klasse gab es gepolsterte einzelne Sessel, in der dritten Klasse gepolsterte Zweierbänke an Tischen. Die Polsterstoffe unterschieden sich ebenfalls je nach Wagen.
Im Regelbetrieb bestand ein Zug aus zwei Garnituren, die drei täglichen Zugpaare lagen so, dass der Umlaufplan mit dieser Doppelgarnitur bedient werden konnte. Die dritte Garnitur diente als Reserve. Betrieben wurden die Fahrzeuge von der Southern Railway, sie standen aber im Eigentum der Pullmangesellschaft, die auch die größeren Reparaturen und Hauptuntersuchungen vornahm. Zusammen mit der Pullmangesellschaft gingen die Fahrzeuge 1954 in den Besitz von British Railways über. Sie wurden fast ausschließlich als Brighton Belle eingesetzt, lediglich zwischen 1948 und 1957 fuhr die Reserveeinheit über mehrere Fahrplanperioden an Sonntagen als Eastbourne Pullman ein Zugpaar zwischen London und Eastbourne. Nach dem Krieg setzte British Railways die Garnituren auch wiederholt für Sonderfahrten sowie für Fahrten von Mitgliedern der britischen Königsfamilie ein. Das weiter ausgebaute elektrische Netz in Südengland ermöglichte Fahrten weit abseits der regulären Einsatzstrecke. So fuhr die spätere Königin Elisabeth II. mit einer Garnitur 1948 vom Bahnhof London Waterloo nach Portsmouth. 1953 nutzte sie nach ihrer Krönung mit ihrer gesamten Familie eine der Garnituren, um die Flottenparade der Royal Navy in Portsmouth zu besuchen. Ihre Kinder Charles und Anne fuhren 1954 die gleiche Strecke, um ab Portsmouth mit der Britannia ihren Eltern nach deren mehrmonatiger Reise nach Australien und Neuseeland ins Mittelmeer entgegenzufahren. 1970 gab es Sonderfahrten für Besucher der Glyndebourne Festival Opera.
Von 1932 bis 1969 waren die Fahrzeuge in braun-creme, den Farben der Pullmangesellschaft, lackiert. Dann erhielten sie die Einheitsfarbgebung von British Rail in blau-hellgrau, die Kopfenden der Triebwagen wurden schon zuvor Mitte der 1960er Jahre wie bei allen neueren britischen Triebfahrzeugen entsprechend der gesetzlichen Vorschriften gelb lackiert. Die Inneneinrichtung blieb während der Einsatzzeit weitgehend unverändert, lediglich die Farbe der Polster passte British Rail Ende der 1960er an die Sitze ihrer übrigen Trieb- und Personenwagen an. Kurz vor der Einstellung der Züge nummerierte British Rail die drei Zuggarnituren aufgrund des nach Einführung von TOPS erforderlichen neuen Bezeichnungsschemas zur Klasse 403 um. Zuvor hatte British Rail seit der Nationalisierung 1948 die alte Bezeichnung der Southern Railway beibehalten. Nach der Einstellung des Brighton Belle musterte British Rail die drei Garnituren 1972 aus. Sie wurden anschließend als Einzelwagen an diverse Nachbesitzer verkauft, die sie beispielsweise als stationäre Restaurants einsetzten. Andere Fahrzeuge kamen zu Museumsbahnen wie etwa der Bluebell Railway. Die elektrischen Ausrüstungen der Triebwagen wurden zuvor entfernt und als Schrott verkauft.
Mit Ausnahme eines 1991 durch ein Feuer zerstörten Triebwagens sind alle Einzelwagen erhalten geblieben und inzwischen überwiegend wieder als Eisenbahnfahrzeuge im Einsatz. Belmond Ltd., die Betreibergesellschaft des Venice-Simplon-Orient-Express (VSOE) setzt drei Zwischenwagen im Zubringerzug zum VSOE zwischen London und Dover oder bei diversen Sonderfahrten ein, weitere vier Fahrzeuge sind im Besitz von Belmond, aber nicht im regelmäßigen Einsatz. Eine komplette Zuggarnitur aus fünf Fahrzeugen – zwei Triebwagen, zwei Zwischenwagen erster Klasse und einem Zwischenwagen dritter Klasse – ist im Besitz des 5-BEL Trust, der seit 2009 die Wiederherstellung einer Zuggarnitur verfolgt. Die Garnitur besteht allerdings aus verschiedenen Fahrzeugen der drei ursprünglichen Einheiten. Der Trust verfolgte ursprünglich das Ziel, die gesamte Garnitur 2015 wieder betriebsbereit zu haben. Eine besondere Herausforderung ist der Ersatz der verschrotteten elektrischen Ausrüstung sowie die Erfüllung der heutigen Sicherheitsanforderungen des Office of Rail Regulation. Die britischen Aufsichtsbehörden stimmten aufgrund des Einbaus neuer Stirnlampen einem Verzicht auf die ansonsten obligatorische gelbe Farbe an der Stirnseite der Triebwagen zu, was dem historischen Zustand besser entspricht. Der Neustart wurde zunächst auf 2016 verschoben, zwischenzeitlich wurde vom 5-BEL-Trust der August 2020 für den Start erster Publikumsfahrten genannt, im November 2021 wurde noch an den Fahrzeugen gearbeitet.
Im Februar 2025 unternahm eine Zuggarnitur aus den vier bislang fertiggestellten Wagen erste Testfahrten zwischen Crewe und Chester. Die Zuggarnitur wurde dabei von zwei Diesellokomotiven  bespannt. Der Betrieb des Zuges soll für zehn Jahre durch das in Crewe ansässige private EVU Locomotive Services Limited übernommen werden, eine entsprechende Vereinbarung schloss der 5-BEL Trust als Eigner der Fahrzeuge mit dem Unternehmen im April 2025 ab.

## Trivia
Die britische Rockgruppe Supertramp zeigt zur Darbietung ihrer Ballade Rudy sowohl auf Konzerten als auch im Video die Fahrt des Brighton Belle von London Victoria bis Brighton – vom Öffnen der Bahnsteigsperre bis zur Abfahrt in Normalzeit, die Fahrt durch das Londoner Gleisgewirr und durch sämtliche Bahnhöfe hindurch im Zeitraffer. Rudy wurde im Jahre 1974 veröffentlicht, als der Brighton Belle bereits eingestellt worden war.